# Джанетт Брейквелл
Джанетт Брейквелл  (англ. Jeanette Brakewell, 4 лютого 1974) — британська вершниця, олімпійська медалістка.

## Виступи на Олімпіадах
| Олімпіада   | Дисципліна           | Місце  |
| ----------- | -------------------- | ------ |
| Сідней 2000 | триборство, командні | 2      |
| Афіни 2004  | триборство, особисті | участь |
| Афіни 2004  | триборство, командні | 2      |

## Зовнішні посилання
- Досьє на sport.references.com [Архівовано 13 серпня 2011 у Wayback Machine.]

1. ↑  Sports-Reference.com